# 东海-10
东海-10巡航导弹（DH-10）是中國研發的地對地巡航导弹，最初立项时是以海军型号为优先的发展方向，命名为“东海10”，后来由于调整任务要求，转变发展方向，改名为“长剑10”。
俄羅斯軍事工業綜合體網站報道，陸基東海10遠程巡航導彈的射程可達2200公里，是一種機動發射式導彈系統。